# John Bel Edwards
John Bel Edwards (* 16. září 1966 Baton Rouge, Louisiana) je americký politik a právník, od ledna 2016 do ledna 2024 guvernér Louisiany.

## Raný život a vzdělání
Narodil se 16. září 1966 v Baton Rouge v Louisianě, Doně Jean (roz. Miller) a Frankovi M. Edwardsovi. Vyrůstal v Amite v Louisianě. V roce 1984 absolvoval Amite High School jako valedictorian. V roce 1988 získal bakalářský titul v oboru inženýrství na Vojenské akademii Spojených států amerických.
V roce 1986 dokončil Airbone School jako student na West Point. Po obdržení pověření absolvoval Infantry Officer Basic Course ve Fort Benning (1988), Ranger School (1989) a Infantry Officer Advanced Course. V armádě sloužil Edwards celkem osm let, většinou v 25. pěší divizi a 82. výsadkové divizi. Svou vojenskou kariéru ukončil, aby se kvůli rodinným důvodům mohl vrátit do Louisiany. V roce 1999 získal titul Juris Doctor na Louisiana State University Paul M. Hebert Law Center.

## Kariéra
Po absolvování právnické fakulty se Edwards stal koncipientem u soudce Jamese L. Dennise z United States Court of Appeals for the Fifth Circuit a poté se stal praktikujícím právníkem v právnické firmě Edwards & Associates v Amite. Edwards řešil různé případy, ale nevykonával trestní právo, protože jeho bratr byl místním šerifem.

### Louisianská sněmovna reprezentantů
V roce 2007 se Edwards ucházel o místo ve Sněmovně reprezentantů Louisiany přičemž byl nucen vstoupit do druhého kola všeobecných voleb s kolegou právníkem Georgem Tuckerem. Vyhrál v každé farnosti v okrese. Byl jediným nováčkem, který předsedal výboru pro záležitosti veteránů v zákonodárném sboru. Edwards byl také vybrán jako předseda výboru Demokratické sněmovny, což je pro nováčka zákonodárce rarita. Edwards kritizoval guvernéra Bobbyho Jindala za to, že často odjížděl z Louisiany, aby získal finanční prostředky pro republikány jinde, zatímco Louisiana snižovala své financování vysokoškolského vzdělávání.
V roce 2011 byl Edwards znovu zvolen do Sněmovny reprezentantů Louisiany, když porazil Johnnyho Duncana 83 % ku 17 % hlasům. Předsedal Demokratickému výboru Sněmovny v Louisianě, čímž se stal vůdcem menšinové sněmovny. Města a vesnice, která Edwards reprezentoval zahrnovaly Amite, Greensburg, Kentwood a část Hammondu.

## Osobní život
Je ženatý s Donnou Hutto. Mají spolu dvě dcery, Sarah a Samanthu a syna Johna Millera Edwardse.
Edwards je katolík a je farníkem kostela St. Helena Roman Catholic Church v Amite.
Má tři bratry, Franka Millarda, Daniela H. (oba jsou policisté) a Christophera. Christopher zemřel v roce 2011 při autonehodě poté, co jeho vozidlo sjelo do protisměru a srazilo se s nákladním vozidlem UPS.